# Eckelsheim
Eckelsheim là một đô thị thuộc huyện Alzey-Worms, bang Rheinland-Pfalz, nước Đức. Đô thị Eckelsheim có diện tích 4,92 km².